# Metro w Mediolanie
Metro w Mediolanie – system podziemnej kolei miejskiej zlokalizowany w Mediolanie, składający się z pięciu linii o łącznej długości 111,8 kilometrów i stu trzydziestu czterech stacji. Jest najobszerniejszym metrem we Włoszech.
Pierwsza linia (M1) została otwarta w 1964 roku po siedmiu latach pracy. Miała 21 stacji – od Lotto do Sesto Marelli. W 1969 roku otwarto drugą linię (M2), składającą się z siedmiu stacji – z Caiazzo do Cascina Gobba. W latach 70. rozbudowywano kolejne stacje. Trzecią linię (M3) uruchomiono w 1990 roku, a w momencie otwarcia czynnych było 5 stacji. Kolejna linia (oznaczona M5) została otwarta w 2013 roku, natomiast linia M4 - w 2022 roku.
Trwają prace nad projektami dotyczącymi budowy kolejnych 4 linii.
Metro kursuje w dni powszednie od godziny 5.30, a w weekendy od godziny 6.00 do godziny 0:30 - 01:00.

## Linie metra
| Linia    | Otwarcie | Ostatnie przedłużenie | Liczba stacji | Długość linii [km] | Stacje końcowe                                                    | Typ linii    | Długość peronów [m] |
| -------- | -------- | --------------------- | ------------- | ------------------ | ----------------------------------------------------------------- | ------------ | ------------------- |
|          | 1964     | 2005                  | 38            | 26,7               | Rho Fiera / Bisceglie – Sesto 1° Maggio FS                        | Tradycyjna   | 110                 |
|          | 1969     | 2011                  | 35            | 39,9               | Assago Milanofiori Forum / Abbiategrasso – Cologno Nord / Gessate | Tradycyjna   | 110                 |
|          | 1990     | 2011                  | 21            | 17,3               | Comasina – San Donato                                             | Tradycyjna   | 110                 |
|          | 2022     | 2024                  | 21            | 15,0               | Linate Aeroporto – San Cristoforo                                 | Automatyczna | 50                  |
|          | 2013     | 2015                  | 19            | 12,9               | San Siro Stadio – Bignami                                         | Automatyczna | 50                  |
| Łącznie: | Łącznie: | Łącznie:              | 134           | 111,8              | –                                                                 | –            | –                   |

## Rozwój metra
| Data otwarcia        | Linia                                        | Odcinek                                                         | Liczba stacji |
| -------------------- | -------------------------------------------- | --------------------------------------------------------------- | ------------- |
| 1 listopada 1964     |                                              | Lotto – Sesto Marelli                                           | 21            |
| 2 kwietnia 1966      | Pagano – Gambara                             | 3                                                               |               |
| 27 września 1969     |                                              | Caiazzo – Cascina Gobba                                         | 8             |
| 27 kwietnia 1970     | Caiazzo – Centrale                           | 1                                                               |               |
| 12 lipca 1971        | Centrale – Porta Garibaldi                   | 2                                                               |               |
| 4 grudnia 1972       | Cascina Gobba – Gorgonzola                   | 8                                                               |               |
| 18 kwietnia 1975     |                                              | Gambara – Inganni                                               | 3             |
| 8 listopada 1975     | Lotto – QT8                                  | 1                                                               |               |
| 3 marca 1978         |                                              | Porta Garibaldi – Cadorna                                       | 3             |
| 12 kwietnia 1980     |                                              | QT8 – San Leonardo                                              | 4             |
| 7 czerwca 1981       |                                              | Cascina Gobba – Cologno Nord                                    | 3             |
| 30 października 1983 | Cadorna – Porta Genova                       | 3                                                               |               |
| 13 kwietnia 1985     | Gorgonzola – Gessate Porta Genova – Romolo   | 3                                                               |               |
| 28 września 1986     |                                              | San Leonardo – Molino Dorino Sesto Marelli – Sesto 1° Maggio FS | 3             |
| 3 maja 1990          |                                              | Centrale – Duomo                                                | 5             |
| 16 grudnia 1990      | Duomo – Porta Romana                         | 3                                                               |               |
| 12 maja 1991         | Centrale – Sondrio Porta Romana – San Donato | 7                                                               |               |
| 21 marca 1992        |                                              | Inganni – Bisceglie                                             | 1             |
| 1 listopada 1994     |                                              | Romolo – Famagosta                                              | 1             |
| 16 grudnia 1995      |                                              | Sondrio – Zara                                                  | 1             |
| 8 grudnia 2003       | Zara – Maciachini                            | 1                                                               |               |
| 17 marca 2005        |                                              | Famagosta – Abbiategrasso                                       | 1             |
| 19 marca 2005        |                                              | Molino Dorino – Rho Fiera                                       | 2             |
| 20 lutego 2011       |                                              | Famagosta – Assago Milanofiori Forum                            | 2             |
| 26 marca 2011        |                                              | Maciachini – Comasina                                           | 4             |
| 10 lutego 2013       |                                              | Zara – Bignami                                                  | 7             |
| 1 marca 2014         | Zara – Porta Garibaldi                       | 2                                                               |               |
| 29 kwietnia 2015     | Porta Garibaldi – San Siro Stadio            | 5                                                               |               |
| 6 czerwca 2015       | Portello                                     | 1                                                               |               |
| 20 czerwca 2015      | Cenisio                                      | 1                                                               |               |
| 26 września 2015     | Gerusalemme                                  | 1                                                               |               |
| 11 października 2015 | Monumentale                                  | 1                                                               |               |
| 14 listopada 2015    | Tre Torri                                    | 1                                                               |               |
| 26 listopada 2022    |                                              | Linate Aeroporto – Dateo                                        | 6             |
| 4 lipca 2023         | Dateo – San Babila                           | 2                                                               |               |
| 12 października 2024 | San Babila – San Cristoforo                  | 13                                                              |               |